# Rosenborg BK
Maillots
Actualités
Le Rosenborg Ballklub (ou Rosenborg BK) est un club norvégien de football fondé le 19 mai 1917 et basé dans la ville de Trondheim, Comté de Trøndelag.
Le club évolue en Eliteserien norvégienne et apparaît comme le club le plus titré du pays avec 26 titres de champion et 12 Coupes de Norvège de football. Depuis le début des années 1990, il impose une domination sans partage avec 17 titres en vingt ans.
Depuis 1947, Rosenborg joue à domicile dans le Lerkendal Stadion, stade de 21 405 places.

## Historique

### Les premières années (1917-1959)
Le club est fondé le 17 mai 1917 par Zack Lagnoule, homme passionné de football sous le nom de Sportsklubben Odd. En reprenant le nom de Odd, le fondateur souhaite rendre hommage au meilleur club du pays d'alors, le Odds BK. Durant les premiers mois, les joueurs du club n'affrontent que des petites équipes locales. Dès les années 1920, ils postulent au championnat régional et comme un grand nombre d'équipes formé à cette époque, ils voient régulièrement leurs demandes refusées par la fédération norvégienne de football (NNF), organisatrice de ces compétitions. Face à ces refus répétés, les joueurs, dépités, quittent le club en masse. L'équipe première dispute ainsi un seul match en 1923.
Finalement, en 1927, après l'arrivée de nouveaux dirigeants à la tête du club un an plus tôt, le club de Trondheim est admis à disputer les séries régionales. La fédération impose alors à Odds de changer de nom, deux clubs ne pouvant en effet pas porter tous le même nom. Le Sportsklubben Odd devient donc officiellement Rosenborg Ballklub (Rosenborg BK) le 26 octobre 1928. Rosenborg est le nom du quartier résidentiel de la ville de Trondheim ou se situent les installations du club.
Les premières saisons du club sont plutôt difficiles avec plusieurs montées et descentes dans les séries régionales. Le club réalise ses premières performances en 1931 en accédant pour la première fois au plus haut niveau régional. Un an plus tard, Rosenborg dispute sa première Coupe de Norvège. C'est également à cette époque que le club commence à envisager la construction d'un stade, le Lerkendal Stadion. Le stade sera finalement terminé après la guerre.

### L'émergence au niveau national (1960-1968)
À partir de 1957, Rosenborg s'installe au Lerkendal Stadion, dix ans après son inauguration le 10 août 1947. Au cours des années 1950, les équipes de jeunes de Rosenborg s'imposent parmi les meilleurs du pays. C'est tout naturellement que ces jeunes issus du sérail brillent en équipe première et contribuent à booster ses résultats durant les années 1960 et au-delà. À l'issue de la saison 1959-1960, et après trois décennies dans les divisions régionales et divisions inférieures, Rosenborg BK accède enfin à la Hovedserien, la plus haute division nationale. La même année, les blancs de Rosenborg décrochent leur premier trophée en remportant la Coupe de Norvège 1960 (3-3 puis 3-2 en match d'appui en finale face à Odds BK Skien). En 1964, les joueurs de Trondheim décroche de nouveau le trophée alors qu'ils évoluent en deuxième division. Ils évoluent en effet dans cette division inférieure de 1963 à 1966.

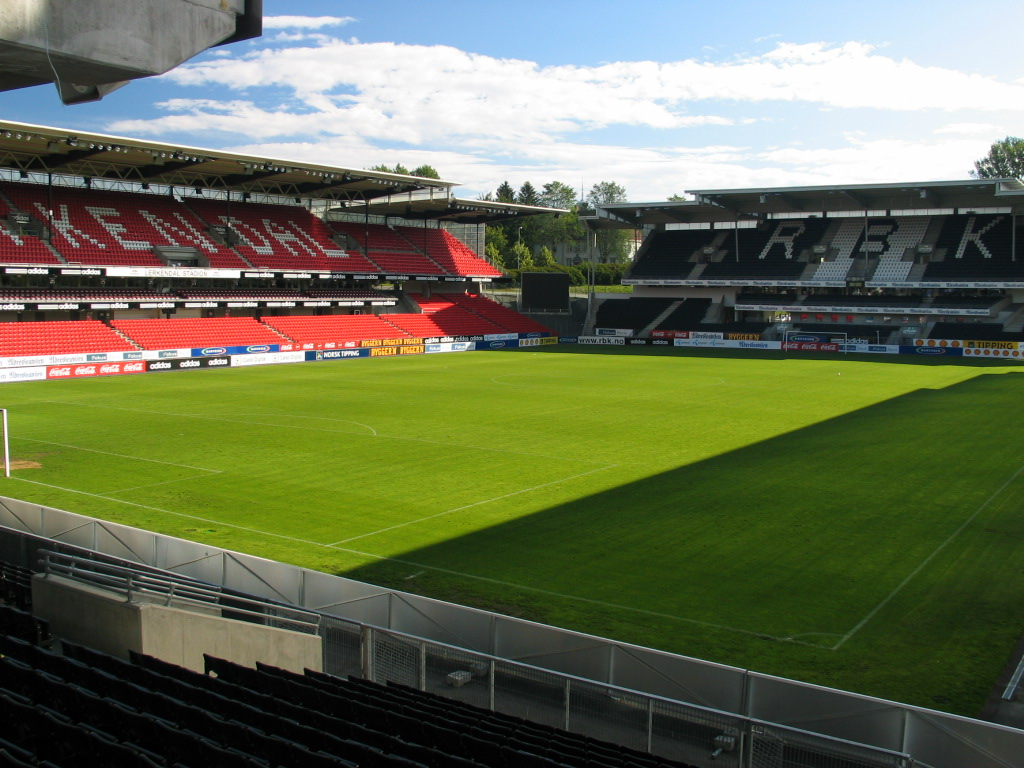
Le Lerkendal Stadion, l'antre de Rosenborg

Rosenborg est de retour dans l'élite en 1967 et réussit une grande saison malgré son statut de promu. Avec Harald Sunde, Nils Arne Eggen ou le jeune Odd Iversen, Rosenborg décroche à l'issue de cette saison 1967 le premier titre de son histoire en terminant trois points devant le champion en titre, le Skeid Fotball. Cette année-là, Odd Iversen, considéré comme l'un des meilleurs joueurs de l'Histoire du football norvégien marque 17 buts en 18 matches. Il réussit la performance la saison suivante d'inscrire 30 buts en seulement 18 matches (record du championnat norvégien). En 1968, Rosenborg termine deuxième derrière le FK Lyn. Un an plus tard, Iversen conquiert un troisième titre de meilleur buteur consécutif avec son club formateur et contribue largement au deuxième titre de champion à l'issue de la saison.
Les années 1960 marquent également le premier contact du club norvégien avec les compétitions européennes. Après sa victoire en Coupe de Norvège en 1964, Rosenborg dispute la Coupe des Coupes la saison suivante. Après être sortis victorieux des Islandais de KR Reyjkavik lors de leur double confrontation au premier tour de la compétition (3-1 3-1), les Norvégiens chutent lourdement face aux Soviétiques du Dynamo Kiev (1-4 au match aller et 0-2 au retour). La première participation du club à la Coupe des clubs champions européens a lieu au cours de la saison 1968-1969 ou le Champion de Norvège en titre affronte le Rapid Vienne au premier tour. Après une défaite 1-3 au match aller, Rosenborg concède le match nul 3-3 au match retour et est donc éliminé dès leur entrée dans la compétition.

### Des hauts et des bas (1969-1987)

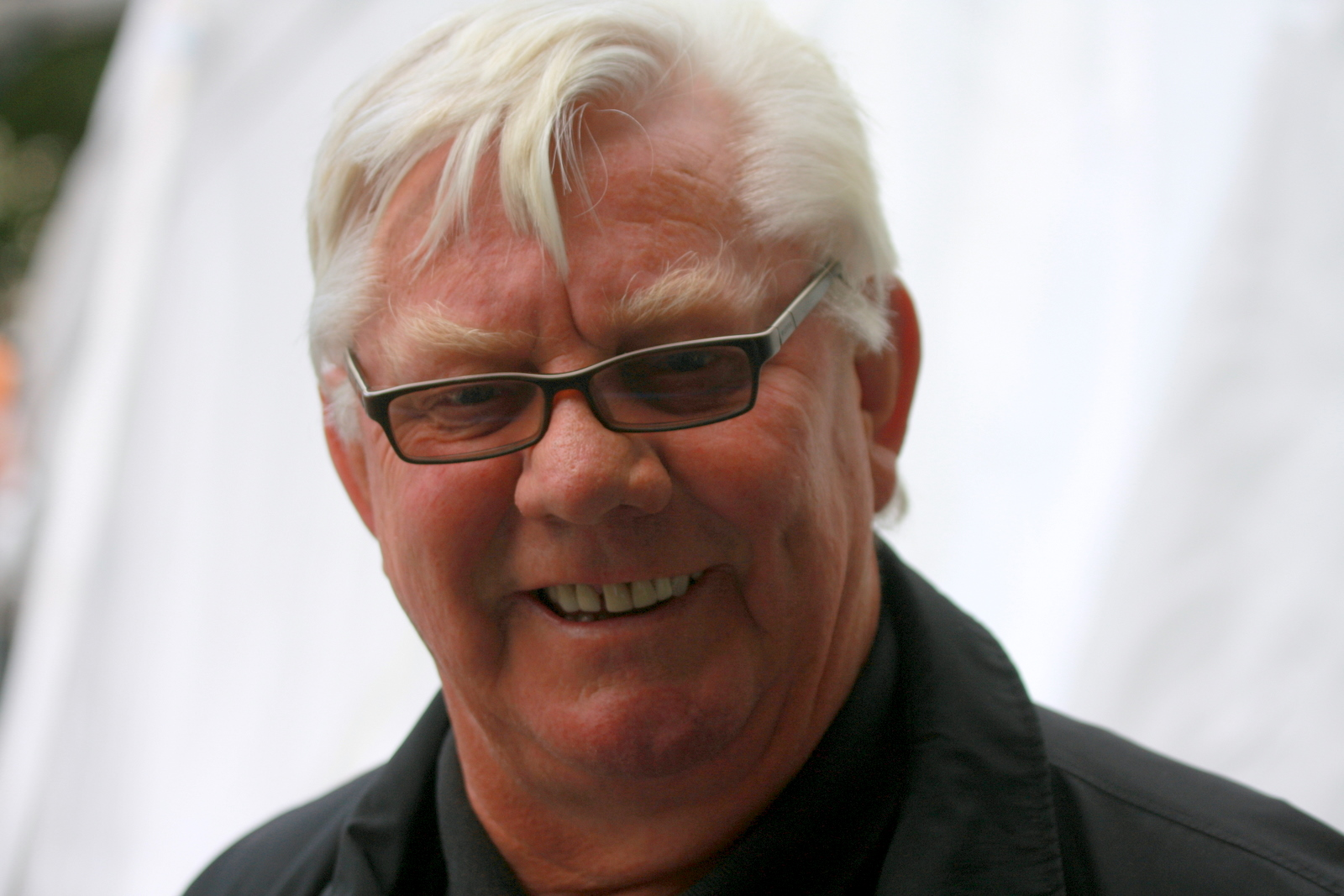
Nils Arne Eggen

L'arrivée de l'Anglais George Curtis à la tête de l'équipe première de Rosenborg en 1969 est très bénéfique. En quelques mois et après quelques réajustements tactiques, les Norvégiens adoptent un schéma en 4-4-2 efficace qui rompt avec le football offensif à risque pratiqué auparavant. L'Anglais est champion dès sa première saison au club (second titre du club de Trondheim en 1969) mais son style, jugé trop défensif est critiqué. Il est poussé vers la sortie la saison suivante après une saison blanche en titre et remplacé par l'ancien joueur du club, Nils Arne Eggen qui marque les esprits d'entrée de jeu. Les Troillongan (surnom des joueurs de Rosenborg) réussissent en effet le doublé Coupe-Championnat en 1971. Cette saison marque néanmoins la fin du premier âge d'or du club.

Les années 1970 apparaissent comme quelconques pour le club. Ils perdent deux fois en finale de Coupe (en 1972 et 1973) et rentre dans les rangs en Tippeligaen à partir de 1974. Pire, en 1977, Rosenborg est relégué en 2. divisjon (deuxième division norvégienne) après une saison catastrophique ou il ne remporte qu'un seul match. Le séjour au purgatoire ne dure qu'un an et à l'issue de cette saison le promu fait appel à son ancienne star qui a fait sa gloire une dizaine d'années plus tôt, Odd Iversen. L'attaquant ne déçoit pas ses dirigeants obtenant à 35 ans son quatrième titre de meilleur buteur du championnat norvégien à l'issue de la saison 1979. Iversen quitte les terrains en 1982 alors que le club de Trondheim n'a pas retrouvé sa gloire passée, vivotant en milieu de tableau. Il faut attendre 1985 pour voir les Blancs décrocher, après 14 saisons vierges de tout trophée, le titre de champion de Norvège, le quatrième de son histoire. C'est la fin de la traversée du désert pour les Petits Trolls qui vont marquer la fin du siècle par leur régularité au sommet du football norvégien.

### Une domination sans partage (1988-2004)
Si 1985 marque la fin de la période noire pour Rosenborg, le club va bénéficier en 1988 de l'arrivée d'un nouveau sponsor qui va le faire entrer dans un second âge d'or après la période faste des années 1960. Outre le fait que ce club se professionnalise complètement, il voit à cette date le retour aux affaires de Nils Arne Eggen, champion en titre avec le Moss FK. Sous les ordres d'Eggen, Rosenborg devient champion en 1988 et 1990. Contrairement à l'équipe nationale critiquée pour son jeu défensif, Rosenborg pratique un jeu offensif spectaculaire, agréable et surtout très efficace. Si le championnat 1991 est remporté par le Viking Stavanger devant... Rosenborg, les Troillongan ouvre une période de domination sans égale et historique pour le football norvégien. De 1992 à 2004, Rosenborg décroche 13 titres de Champion de Norvège consécutifs. Seul le Skonto Riga est parvenu à faire mieux en conquérant 14 titres de champion de Lettonie de 1991 à 2004. Durant cet intervalle, Rosenborg parvient également à gagner 3 Coupes de Norvège en 1992, 1995 et 1999. Il est possible d'expliquer cette domination par le fait que le club de Trondheim a les structures adéquates pour accueillir les meilleurs joueurs du pays et leur garantir une participation à une Coupe d'Europe chaque année. En accueillant la Ligue des Champions tous les ans, Rosenborg est parvenu dès le début des années 1990 à renforcer les finances du club et à consolider ses infrastructures. Après d'importants travaux en 1996 et au cours de la période 2000-2002, le Lerkendal Stadion où réside le club multi-titré de Trondheim devient, avec l'Ullevaal Stadion d'Oslo l'un des stades les plus modernes du pays.
L'année 2002 voit le départ de son entraineur emblématique, Nils Arne Eggen, remplacé par Åge Hareide qui est devenu champion avec Helsingborg et Brøndby dans leur championnat respectif. Souhaitant obtenir de meilleurs résultats sur la scène européenne, le technicien décide de favoriser un jeu plus défensif et de favoriser un renouvellement de l'équipe qui commence à se faire vieillissante. À la fin de la saison 2002, il choisit ainsi de ne pas renouveler le contrat de Bent Skammelsrud le capitaine emblématique de cette période dorée (11 titres de champion en 11 ans!). Cela ne casse pas la dynamique du club qui décroche ainsi le titre de l'année 2003, année d'un doublé Coupe-championnat avec 14 points d'avance sur son dauphin, FK Bodø/Glimt.

### Une nouvelle ère (2004-2010)

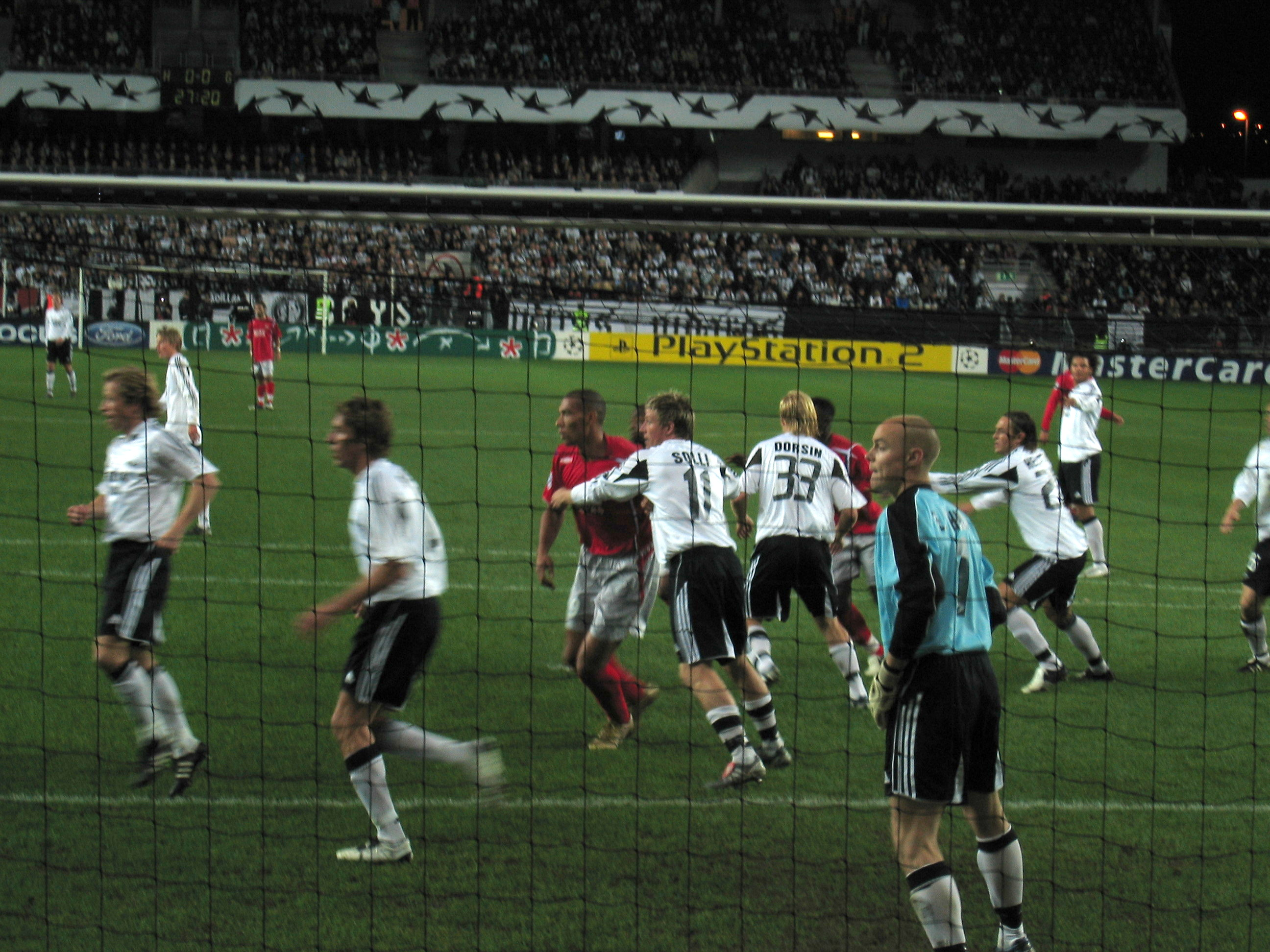
Match de Ligue des champions Rosenborg BK-Olympique lyonnais.

Alors que Rosenborg écrase totalement le championnat, l'apport d'argent frais et une approche plus professionnelle de certains clubs font que le fossé s'est considérablement comblé entre les  Troillongan et leurs rivaux dans les premières années du XXIe siècle. Après être passé près de l'exploit en 2004 (place de dauphin à la différence de buts), le club de Vålerenga Fotball devient champion en 2005 rompant ainsi l'impressionnante série de Rosenborg (13 titres). Cette saison-là, les joueurs de Trondheim réalisent une saison catastrophique luttant même pour le maintien durant une bonne partie de l'année. Per-Mathias Høgmo a des problèmes de santé et est remplacé temporairement par son adjoint Knut Tørum. Rosenborg termine finalement à une peu glorieuse septième place (sur 14 équipes).
La saison 2006 voit le retour de Rosenborg aux avant-postes du championnat avec un 20e titre national. Après un mano-à-mano jusqu'au milieu de la saison avec Brann Bergen, Rosenborg se détache irrémédiablement en fin de saison pour finir avec 7 points d'avance sur ces derniers. À noter qu'en octobre 2006, Tørum est définitivement dans son rôle d'entraineur.
La saison 2007 est une saison moyenne pour les hommes de Tørum qui terminent à une décevante cinquième place terminant à 13 points de Brann Bergen. Devant ce résultat, l'entraineur est forcé de quitter son poste le 25 octobre 2007. Erik Hamrén le remplace le 28 décembre 2007 après de longues tractations mais ne prend le poste qu'en juin 2008 à la fin de sa saison danoise avec AaB Ålborg. Durant l'été 2008, Rosenborg réalise un excellent parcours en Coupe Intertoto en accédant à la Coupe de l'UEFA par son intermède. En « finale », il bat le club hollandais de NAC Breda (0-1 2-0).
À l'intersaison, Rosenborg reçoit le renfort de plusieurs joueurs dont le Suédois Rade Prica (qui a joué sous les ordres d'Hamrén à Aalborg) pour redorer le blason du club. À la fin de l'édition 2009, les blancs et noirs terminent avec 13 points d'avance sur Molde FK ne concédant qu'une seule défaite face au promu, IK Start (2-3).
Le 20 mai 2010, les dirigeants de Rosenborg annoncent de nouveau le retour de Nils Arne Eggen à la tête de l'équipe première. Il doit prendre la suite d'Hamrén qui devient en juin 2010 le sélectionneur de l'équipe de Suède. Eggen mène alors ses hommes au 22e titre de son Histoire. C'est le 14e titre inscrit au palmarès personnel d'Eggen durant ses passages à Trondheim (5 passages au club en tant qu'entraineur depuis 1971). Rosenborg devient champion grâce à sa victoire face à Tromsø IL (1-0) le 24 octobre 2010. Pour la dernière journée, le 7 novembre, les champions terminent sur un match nul (2-2 face à Aalesunds FK) et terminent donc invaincus. Les cadres de cette équipe sont le capitaine Mikael Dorsin (passé par Strasbourg), le vétéran Steffen Iversen en attaque et surtout la révélation ghanéenne de la Coupe du monde 2010 en Afrique du Sud, le milieu défensif Anthony Annan (courtisé par Manchester United et Chelsea).

### La reconstruction (2010-aujourd'hui)
Jan Jönsson, ancien entraineur de Stabæk est annoncé comme l'entraîneur des champions de Norvège en titre pour le début d'année 2011 en remplacement de l'emblématique Eggen.
Le 14 décembre 2012, Per Joar Hansen succède à Jan Jönsson et signe un retour à la tête des Troilongan. Très vite, la tâche s'avère difficile pour le Norvégien car beaucoup de cadres quittent le navire noir et blanc, notamment les ailiers Bořek Dočkal pour le Sparta Prague et Tarik Elyounoussi pour la Bundesliga et Hoffenheim.
Entre 2010 et 2015, Rosenborg n'a pas glané le moindre trophée perdant chaque saison ses joueurs cadres, terminant cependant toujours sur le podium de la Tippeligaen. Notons également, la finale perdue en coupe face à Molde en 2013.
En 2015 et 2016, Rosenborg est sacré Champion de Norvège.

## Stade
Rosenborg dispute ses matchs à domicile au Lerkendal Stadion, un stade entièrement couvert situé à Lerkendal, à 3 km au sud du centre-ville. Il est doté de quatre tribunes à trois niveaux sans coins, offrant une capacité de 21 421 spectateurs, dont 1 338 places réservées aux membres du club et aux loges de luxe situées au niveau central des quatre tribunes. Le stade fait partie du complexe sportif de Lerkendal idrettspark, qui comprend également trois terrains d'entraînement, dont deux de taille normale et l'un d'entre eux est en gazon synthétique. Les bureaux du club sont situés dans le bâtiment appelé Brakka, une caserne allemande datant de la Seconde Guerre mondiale.
Lerkendal Stadion a ouvert ses portes le 10 août 1947 en tant que principal lieu d'athlétisme et de football à Trondheim, appartenant à la municipalité. Rosenborg a commencé à utiliser Lerkendal à partir de la saison 1957-1958. La première rénovation majeure du stade a eu lieu avant la saison 1962, lorsque les tribunes en bois ont été remplacées par des tribunes en béton sur les deux longs côtés, et que la tribune sud a été dotée d'un toit. Des projecteurs ont été installés en 1968 pour permettre la tenue de matchs de compétitions européennes de l'UEFA. Le record officiel d'affluence à Lerkendal est de 28 569 spectateurs lors d'un match de championnat de la saison 1985 contre Lillestrøm. Après la saison 1995, la première partie du stade actuel a été construite pour offrir des installations modernes pour les matchs de l'UEFA. Les tribunes latérales ont été achevées en 2001, et la dernière tribune longue a été terminée en 2002. Cette expansion a également permis à Rosenborg et à des investisseurs privés d'acquérir le stade.

## Bilan sportif

### Palmarès
| Compétitions nationales | Compétitions internationales |
| - Championnat de Norvège (26) - Champion : 1967, 1969, 1971, 1985, 1988, 1990, 1992, 1993, 1994, 1995, 1996, 1997, 1998, 1999, 2000, 2001, 2002, 2003, 2004, 2006, 2009, 2010, 2015, 2016, 2017 et 2018 - Vice-champion : 1968, 1969, 1970, 1973, 1989, 1991, 2013 et 2014 - Coupe de Norvège (12) - Vainqueur : 1960, 1964, 1971, 1988, 1990, 1992, 1995, 1999, 2003, 2015, 2016 et 2018 - Finaliste : 1967, 1972, 1973, 1991, 1998 et 2013. - Supercoupe de Norvège (4) - Vainqueur : 2002, 2010, 2017 et 2018. - Finaliste : - Coupe de la Ligue norvégienne (1) - Vainqueur : 1992 - Finaliste : 1993 | - Néant                      |

### Bilan européen

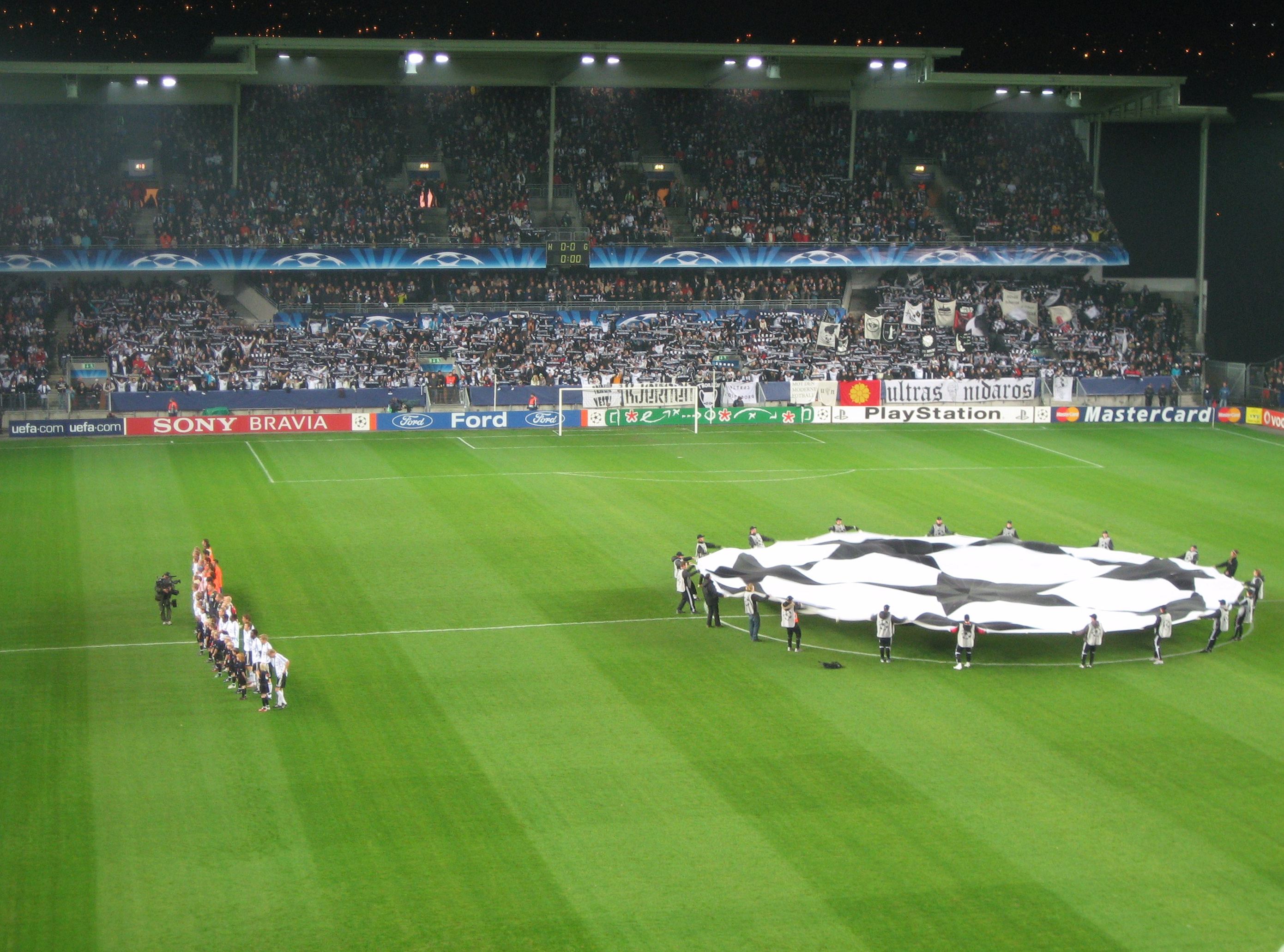
Ligue des champions - Rosenborg-Valence CF (2-0), 24 octobre 2007

Accumulant les titres en Norvège, Rosenborg a pourtant énormément de mal à briller sur la scène européenne. Régulièrement champion (22 titres depuis 1967), il est l'un des clubs les plus fidèles à la Coupe des clubs champions, devenue Ligue des Champions en 1993.
Rosenborg a ainsi disputé 20 fois cette prestigieuse compétition depuis sa création en 1955 mais n'a accédé qu'une fois aux quarts de finale lors de l'édition 1996-1997. Cette saison-là après s'être extirpé d'une poule D ou se trouvait le FC Porto, l'IFK Göteborg et surtout le Milan AC, (battu chez lui lors du dernier match par les Norvégiens et donc éliminé). Rosenborg est sorti de la compétition par la Juventus, impitoyable en quarts de finale (1-1 0-2).
A la Ligue des champions 1999-2000 Rosenborg fait sa meilleure prestation de l'histoire en phase de groupes en ayant fini premiers avec 11 points devant Feyenoord Rotterdam Borussia Dortmund et Boavista FC, mais en deuxième phase de groupes les norvégiens prendront seulement 1 point dans un groupe composé de Bayern Munich Real Madrid et Dynamo Kiev
| Compétition                | P  | M   | V   | N  | D   | BP  | BC  | Diff. |
| -------------------------- | -- | --- | --- | -- | --- | --- | --- | ----- |
| Ligue des champions (C1)   | 25 | 152 | 58  | 31 | 63  | 224 | 232 | -8    |
| Coupe des coupes (C2)      | 1  | 4   | 2   | 0  | 2   | 7   | 8   | -1    |
| Ligue Europa (C3)          | 22 | 114 | 45  | 20 | 49  | 164 | 163 | +1    |
| Ligue Conférence (C4)      | 1  | 6   | 4   | 0  | 2   | 15  | 8   | +7    |
| Coupe Intertoto            | 1  | 4   | 3   | 0  | 1   | 9   | 2   | +7    |
| Coupe des villes de foires | 1  | 2   | 1   | 0  | 1   | 1   | 2   | -1    |
| Total                      | 51 | 282 | 113 | 51 | 118 | 420 | 415 | +5    |

### Records du club
- Plus grande victoire à domicile : 10–0 contre SK Brann le 5 mai 1996
- Plus grande victoire à l'extérieur : 7–0 contre Sogndal IL le 3 août 1999 et contre Strømsgodset IF le 24 juillet 1994
- Plus grande défaite à domicile : 1–6 contre Stabæk IF le 19 octobre 2003
- plus grande défaite à l'extérieur : 9–1 contre Hibernian le 2 octobre 1974
- Plus grosse affluence au Lerkendal Stadion : 28 569 contre Lillestrøm SK le 12 octobre 1985
- Plus grande moyenne de spectateurs : 19 903 en 2007
- Joueur le plus capé : 600 matchs, Roar Strand 1989–2010
- Joueur le plus capé en championnat : 416, Roar Strand 1989–2010
- Meilleur buteur : 256, Harald Brattbakk 1990–2006
- Meilleur buteur en championnat : 160, Harald Brattbakk 1990–2006
- Meilleur buteur en une saison : 30, Odd Iversen 1968
- Meilleur buteur en un match : 6, Odd Iversen contre Vålerenga Fotball le 20 octobre 1968

## Joueurs et personnalités du club

### Joueurs emblématiques
- Anthony Annan
- Árni Gautur Arason
- Mushaga Bakenga
- Christer Basma
- Ørjan Berg
- André Bergdølmo
- Nicki Bille Nielsen
- Stig Inge Bjørnebye
- Daniel Braaten
- Bjørn Otto Bragstad
- Sverre Brandhaug
- Rune Bratseth
- Harald Brattbakk
- Ola By Rise
- John Carew
- John Chibuike
- Tore André Dahlum
- Vadim Demidov
- Mix Diskerud
- Bořek Dočkal
- Nils Arne Eggen
- Tarik Elyounoussi
- Karim Essediri
- Cristian Gamboa
- Svein Gröndalen
- Vegard Heggem
- Thorstein Helstad
- Markus Henriksen
- Lars Hirschfeld
- Erik Hoftun
- Odd Iversen
- Steffen Iversen
- Mini Jakobsen
- Espen Johnsen
- Frode Johnsen
- Azar Karadaş
- Yssouf Koné
- Miika Koppinen
- Alejandro Lago
- Øyvind Leonhardsen
- Karl Petter Løken
- Mikael Lustig
- Daniel Örlund
- Ola By Rise
- Vidar Riseth
- Sigurd Rushfeldt
- Rade Prica
- Robbie Russell
- Marek Sapara
- McBeth Sibaya
- Bent Skammelsrud
- Per Ciljan Skjelbred
- Jan Gunnar Solli
- Trond Sollied
- Trond Egil Soltvedt
- Gøran Sørloth
- Jan-Derek Sørensen
- Ståle Stensaas
- Fredrik Stoor
- Øyvind Storflor
- Alexander Tettey
- Fredrik Winsnes
- Bjørn Wirkola
- Didier Ya Konan

### Effectif actuel (2024)
| N° | Nat.                   | Poste | Nom du joueur                |
| -- | ---------------------- | ----- | ---------------------------- |
| 1  | Drapeau de la Norvège  | G     | Sander Tangvik               |
| 2  | Drapeau de la Norvège  | D     | Erlend Dahl Reitan           |
| 3  | Drapeau de la Suède    | D     | Jonathan Augustinsson        |
| 6  | Drapeau de la Finlande | M     | Santeri Väänänen             |
| 7  | Drapeau de la Norvège  | M     | Markus Henriksen (capitaine) |
| 8  | Drapeau de la Norvège  | M     | Tobias Børkeeiet             |
| 9  | Drapeau de la Norvège  | A     | Ole Sæter                    |
| 10 | Drapeau de la Norvège  | M     | Ole Selnæs                   |
| 11 | Drapeau du Canada      | A     | Jayden Nelson                |
| 12 | Drapeau de la Norvège  | G     | Rasmus Sandberg              |
| 14 | Drapeau du Danemark    | M     | Emil Frederiksen             |
| 18 | Drapeau de la Norvège  | A     | Noah Holm                    |

| No. | Nat.                    | Position | Nom du joueur           |
| --- | ----------------------- | -------- | ----------------------- |
| 19  | Drapeau de la Norvège   | D        | Adrian Pereira          |
| 20  | Drapeau de la Norvège   | M        | Edvard Tagseth          |
| 21  | Drapeau de la Slovaquie | D        | Tomáš Nemčík            |
| 22  | Drapeau de la Finlande  | A        | Agon Sadiku             |
| 23  | Drapeau de la Norvège   | D        | Ulrik Yttergård Jenssen |
| 25  | Drapeau de la Suède     | D        | Adam Andersson          |
| 32  | Drapeau de la Norvège   | D        | Leo Cornic              |
| 38  | Drapeau de la Norvège   | D        | Mikkel Ceïde            |
| 39  | Drapeau de la Norvège   | M        | Marius Broholm          |
| 41  | Drapeau de la Norvège   | M        | Sverre Nypan            |
| 45  | Drapeau de la Norvège   | A        | Jesper Reitan-Sunde     |
| 50  | Drapeau de la Norvège   | D        | Håkon Volden            |